# Facultad de Ingeniería Aeroespacial, Technion
La Facultad de Ingeniería Aeroespacial del Technion es el único departamento de ingeniería aeroespacial en Israel y abastece cerca de la totalidad de los ingenieros aeroespaciales del país. La enseñanza e investigación están cubiertas en casi todas las disciplinas de la ingeniería aeroespacial. Más de 2500 graduados fueron educados en la Facultad y muchos de ellos son activos participantes en programas inter-departamentales.
El currículum del Departamento fue desarrollado siguiendo las líneas de las mejores universidades estadounidenses y europeas y fue continuamente actualizado y adaptado a las necesidades de la industria y la investigación.
Una temprana especialización en una cierta área fue desalentada, con el objetivo de educar un "ingeniero balanceado", quien pueda especializarse luego con su trabajo en su estudio de posgrado. Los profesores de la Facultad de Ingeniería Aeroespacial son reconocidos tanto en Israel, Estados Unidos,  Francia, Gran Bretaña como en academias y sociedades científicas 
alrededor del globo. Tres miembros de la Facultad recibieron el prestigioso Premio Israel.
Profesores del departamento de Ingeniería Aeroespacial están activamente comprometidos como consultores y sirvieron en los más altos rangos del Technion así como también en posiciones públicas de la mayor importancia: uno como Presidente y tres como Vicepresidentes del Technion, uno como Presidente de la Universidad Abierta Israelí y muchos otros jugaron diferentes roles en la administración académica del Technion. Entre las muchas responsabilidades públicas, dos sirvieron como Vicepresidentes de ingeniería de "Industrias Aeronáuticas Israelíes" o IAI, uno como Ministro de Defensa, uno como embajador de Israel en Estados Unidos y uno como miembro del parlamento Israelí. Exalumnos fueron distinguidos como líderes de la industria y la Fuerza Aérea Israelí. 

## Historia
A principios de la década de 1950 se hace aparente la urgente necesidad de un centro de 
desarrollo e investigación aeronáutica en Israel, principalmente por razones de defensa. 
Es así como el establecimiento de un departamento de ingeniería aeronáutica en el Technion
se convierte en una de las prioridades máximas.
Aproximadamente a mediados de la década de 1940, científicos aeronáuticos 
estadounidenses apoyando al Technion, proponen el establecimiento de una cátedra de aeronáutica con túneles de viento subsónicos y supersónicos; una proposición que fue reforzada en una consulta con el entonces principal científico aeronáutico, Theodore von Kármán. Von
Karman asesora al Technion en los cuarenta y cincuenta y se asocia a los primeros pasos de la creación del departamento de ingeniería aeronáutica. Luego de la reunión en 1946 y 1947 con el entonces director del Technion y algunos de sus más renombrados profesores, Von Karman lleva a cabo la convocatoria de Sydney Goldstein, el eminente profesor de matemática aplicada en la Manchester University y presidente del consejo británico de desarrollo aeronáutico, como profesor de matemática aplicada en el Technion y decano del nuevo departamento de ingeniería aeronáutica. En noviembre de 1950 Goldstein llega a Haifa y da inicio a sus actividades.
En adición al establecimiento de la Facultad de ingeniería aeronáutica, Sydney Goldstein es 
nombrado vicepresidente de asuntos académicos y encargado por el General Dori de la tarea de modernizar el currículum del Technion, fortaleciendo sus fundaciones científicas.
El nuevo Departamento de Ingeniería Aeronáutica y su potencial para el suministro de una base científica para el desarrollo de la industria de defensa de Israel fueron elogiados en aquellos primeros pasos por el entonces primer ministro David Ben Gurion y apoyados por el ministro de Defensa. Así pues, el Departamento comienza sus actividades con un mayor énfasis en la investigación que en la instrucción.
Un sistema de túneles de viento supersónicos es construido, hacia mediados de la década de los cincuenta, con la guía de expertos de la Princeton University así como también un laboratorio de investigación en estructura. El énfasis se posa principalmente en estas actividades, en tanto que la primera clase de ingenieros aeronáuticos se gradúa solamente en 1958.
Adicionalmente, el concepto de un departamento estrechamente interactuando con la nueva industria aeronáutica fue adaptado como la línea directiva para las actividades de investigación de este, que fue a menudo considerado una "pequeña NASA". Sin embargo, es principalmente el excelente nivel de sus estudiantes lo que erige la industria aeronáutica israelí y, simultáneamente, el veloz crecimiento de la Facultad de Ingeniería Aeroespacial.
La estrecha relación entre la Facultad de Ingeniería Aeroespacial y la industria aeroespacial 
israelí es formalizada en una asamblea bianual entre los líderes de la industria y profesores 
del Technion, el departamento de consejo, con la función de proveer de una cierta guía al 
desarrollo de la facultad.
La investigación se extiende asimismo más allá de los intereses locales hacia la cooperación internacional. Es así como el Departamento se transforma en uno de los más fuertes del campus en cuanto al financiamiento de sus investigaciones.
- Datos: Q5854970